# Boi Morto
Boi Morto é um bairro do distrito da sede, município de Santa Maria. Localiza-se no oeste da cidade.
O bairro Boi Morto possui uma área de 5,7093 km² que equivale a 4,69% do distrito da Sede que é de 121,84 km² e  0,3187% do município de Santa Maria que é de 1791,65 km².

## História
O bairro surge oficialmente em 2006 da união de parte do então bairro Parque Pinheiro Machado - hoje, Pinheiro Machado -, e, de área do distrito da Sede sem denominação específica. O nome do bairro se refere a uma de suas unidades residenciais, a Vila Boi Morto.

## Limites
Limita-se com os bairros: Boca do Monte, Pinheiro Machado, Renascença, São João, São Valentim, Tancredo Neves.
Descrição dos limites do bairro: A delimitação inicia no cruzamento do Arroio Ferreira com a rodovia BR-158, segue-se a partir daí pela seguinte delimitação: eixo da rodovia BR-158, no sentido nordeste, contornando para leste; eixo da Estrada Municipal Capitão Vasco da Cunha, no sentido sul, incluindo neste bairro as propriedades que confrontam ao oeste com esta; eixo da Estrada Municipal Juca Monteiro, no sentido sudoeste; leito do Arroio Ferreira, no sentido a montante, até encontrar o eixo da rodovia BR-158, início desta demarcação.

## Unidades residenciais
O bairro Boi Morto, pertencente ao distrito da Sede, é uma unidade de vizinhança que contém as seguintes unidades residenciais:
| # | Unidade residencial | Localização                       | Limites | Obs.       |
| - | ------------------- | --------------------------------- | --- | ---------- |
| 1 | Boi Morto           |                                   | Toda a área do perímetro do Bairro Boi Morto sem denominação específica. |            |
| 2 | Rincão dos Bentos   | 29° 42' 50.86" S 53° 52' 35.82" O | A unidade residencial urbana localizada a aproximadamente a 700 metros ao sul da Rodovia BR-158 e 1500 m ao oeste da Vila Cauduro, pela estrada Rincão do Bentos;                                                               |            |
| 3 | Vila Boi Morto      | 29° 42' 43.48" S 53° 51' 04.45" O | A Unidade Residencial não possui limites pré-definidos. |            |
| 4 | Vila Cauduro        | 29° 42' 56.79" S 53° 51' 31.50" O | A unidade residencial urbana que limita ao norte com o fundo dos lotes que confrontam ao sul com a Rua Guanabara; a leste e sul com a estrada para o Rincão dos Bentos e a noroeste com uma sanga afluente do Arroio Picadinha. | [ Obs. 1 ] |
| 5 | Vila Querência      | 29° 43' 02.94" S 53° 51' 09.43" O | A unidade residencial urbana que confronta a leste com a Estrada Municipal Capitão Vasco da Cunha e a sudeste com a Estrada Municipal Juca Monteiro.                                                                            | [ Obs. 2 ] |
| 6 | Vila Santa Catarina | 29° 42' 33.02" S 53° 51' 16.33" O | A unidade residencial urbana que confronta a leste com a Estrada Municipal Capitão Vasco da Cunha e localiza-se ao sul da BR-158.                                                                                               | [ Obs. 3 ] |

1. ↑  Várias de suas ruas são caracterizadas pelo nomes de letras. A principal via de acesso é a estrada Rincao dos Bentos que passa periferando á leste e sul a Vila Cauduro.
2. ↑  Várias de suas ruas são caracterizadas pelo nome de letras ("1","2",...). As principais vias de acesso é a Avenida do Exército e a estrada Juca Monteiro.
3. ↑  Vila Santa Catarina está localizada à Sudoeste do Trevo dos Quartéis.

## Demografia

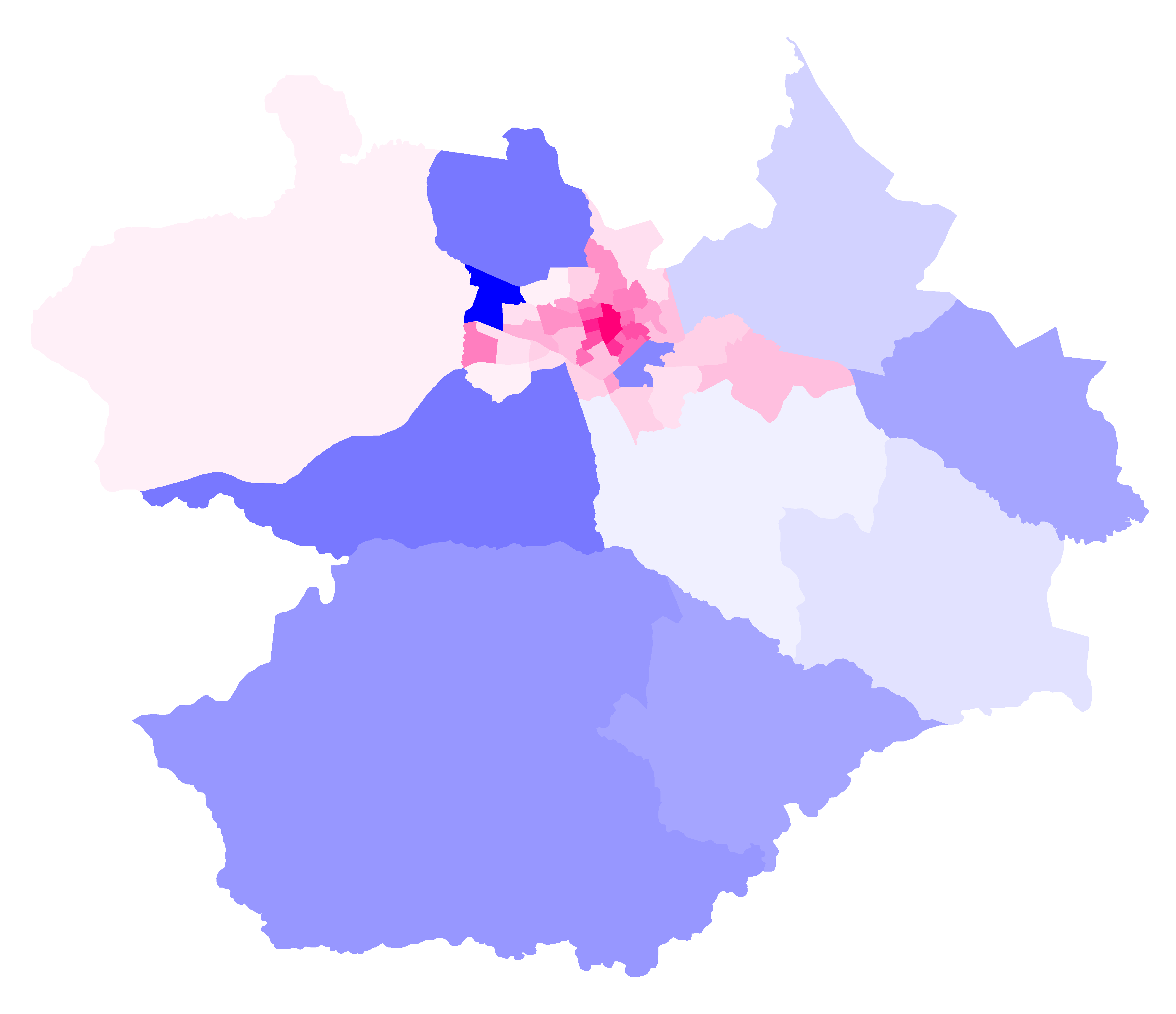
Mapa do município de Santa Maria com as divisões em bairros. Em escalas de azul os bairros com predominância masculina e em escalas de rosa os bairros com predominância feminina. Observa-se que quanto melhor a infraestrutura e o acesso a ela mais convidativo o bairro é para a população feminina. E, reciprocamente, podemos reconhecer os bairros com melhor infraestrutura observando onde a população feminina está concentrada.

Segundo o censo demográfico de 2010, Boi Morto é, dentre os 50 bairros oficiais de Santa Maria:
- Um dos 41 bairros do distrito da Sede.
- O 34º bairro mais populoso.
- O 14º bairro em extensão territorial.
- O 36º bairro mais povoado (população/área).
- O 44º bairro em percentual de população na terceira idade (com 60 anos ou mais).
- O 21º bairro em percentual de população na idade adulta (entre 18 e 59 anos).
- O 15º bairro em percentual de população na menoridade (com menos de 18 anos).
- Um dos 39 bairros com predominância de população feminina.
- Um dos 30 bairros que não contabilizaram moradores com 100 anos ou mais.

Distribuição populacional do bairro
1. Total: 2561 (100%)
  1. Urbana: 2561 (100%)
  2. Rural: 0 (0%)
2. Homens: 1278 (49,9%)
  1. Urbana: 1278 (100%)
  2. Rural: 0 (0%)
3. Mulheres: 1283 (50,1%)
  1. Urbana: 1283 (100%)
  2. Rural: 0 (0%)

## Infra-estrutura
Espaços públicos
No bairro está situada a praça Catarina Bordin Alassia.